# Talp oriental
El talp oriental (Talpa levantis) és una espècie de mamífer de la família dels tàlpids. Viu a Bulgària, Rússia i Turquia.